# Everest Peace Project
Everest Peace Project est une organisation qui promeut la paix, le travail d'équipe et la compréhension culturelle, en escaladant les plus hauts sommets du monde par une équipe de professionnels de toutes origines,.

## Historique
L'alpiniste et producteur Lance Trumbull imagine le projet de paix Everest Peace Project lors d'une randonnée dans le district Ladakh en Inde le 2 octobre 2002. Par la suite, le projet fait l'histoire en réunissant Palestiniens et Israéliens - avec d'autres personnes de différentes confessions et cultures - pour escalader les plus hauts sommets de la terre.
Au début de 2003, la BBC fait un reportage sur le projet de paix de l'Everest. En septembre 2004, des grimpeurs de tous les coins du monde se rassemblent pour grimper lors de la Journée internationale de la paix. En juillet 2005, une partie de l'équipe d'escalade se sont réunis en Afrique pour escalader le sommet du Kilimandjaro et ont soulevé le drapeau de l'ONU.
Le 18 mai 2006, le projet pour la paix rentre dans l'histoire en étant la première équipe israélo-palestinienne à grimper l'Everest et fut entièrement filmé. L'alpiniste Dudu Yifrah fait une déclaration audacieuse pour la paix et déroule les drapeaux des deux pays cousus ensemble sur le sommet de l'Everest.
Le 26 novembre 2007, le DVD du film Everest: A Climb For Peace est officiellement lancé. Le film est narré par Orlando Bloom et salué par le dalaï-lama comme un « énorme succès ».

## Le film
Un film de Lance Trumbull titré Everest : A Climb For Peace fut tourné lors de l'ascension historique de 2006. Narré par Orlando Bloom sur la musique des compositeurs Israélien Yuval Ron et canadien Erik Mongrain, le film a reçu l'appui de plusieurs organisations mondiales et de plusieurs personnalités en 2007, dont l'Organisation des Nations unies, le Centre Peres pour la paix, le Mouvement One Voice, le Dalaï-lama, Dennis Kucinich, Gavin Newsom, etc.. Le film fut sélectionné par plusieurs festivals de films dans le monde : Istanbul Monntain (décembre 2007), Himalayan Mountain (festival aux Pays-Bas, février 2008), Flagstaff Mountain (mars 2008) et le Eilat International (mai 2008).